# Pakra i Bijela
Pakra i Bijela este o arie protejată (sit de importanță comunitară — SCI) din Croația întinsă pe o suprafață de 144,2 ha, integral pe uscat.

## Localizare
Centrul sitului Pakra i Bijela este situat la coordonatele 45°33′04″N 17°20′20″E / 45.551°N 17.339°E.

## Înființare
Situl Pakra i Bijela a fost declarat sit de importanță comunitară în iulie 2013 pentru a proteja 2 specii de animale.

## Biodiversitate
Situată în ecoregiunea continentală, aria protejată nu include niciun habitat protejat.
La baza desemnării sitului se află mai multe specii protejate:
- mamifere (1): vidră de râu (Lutra lutra)
- nevertebrate (1): Unio crassus